# یوهان مفرینت
یوهان مفرینت (هلندی: Johan Devrindt؛ زادهٔ ۱۴ آوریل ۱۹۴۵) بازیکن فوتبال اهل بلژیک بود.
از باشگاه‌هایی که در آن بازی کرده‌است می‌توان به باشگاه فوتبال خنک، باشگاه فوتبال اندرلشت، باشگاه فوتبال لوکرن اوست والاندرن، باشگاه فوتبال کلوب بروژ، و باشگاه ورزشی پی‌اس‌وی آیندهوون اشاره کرد.
وی همچنین در تیم ملی فوتبال بلژیک بازی کرده‌است.